# Zoque (etnia)
El pueblo zoque (tzoque, soque o zoc) o cultura zoque es una etnia mexicana de los estados de Chiapas, Oaxaca y Tabasco que se halla próxima cultural, geográfica y lingüísticamente a los mixes y popolucas.

## Etimología
El término zoque es probable que provenga del vocablo náhuatl zoquitl, que significa lodo o lodazal, es decir; los hombres de lodo. Este término debió ser acuñado por los mexicas (hablantes del náhuatl) c.  S.XV-XVI en las campañas militares del huey tlatoani Ahuízotl en sus campañas del Istmo de Tehuantepec y Chiapas, en busca del control de las rutas comerciales de la región del Xoconochco, dado que el término es sinónimo del caracol de agua dulce de la familia Pachychilidae que era muy consumido por los zoques y por ende muy pescado, práctica que extrañó a los conquistadores aztecas. Sin embargo, la interpretación del lingüista danés Søren Wichmann sugiere que el término provenga de una forma de saludo utilizada en variantes dialectales del zoque de Chiapas.

### Autodeterminación
Los zoques de Chiapas se llaman a sí mismos y a los hablantes de su lengua como O'de püt: gente de palabra, gente de idioma, gente de muchos idiomas, hombres que piensan, hombre de palabra, verdadero, auténtico. En cambio, los zoques de los Chimalapas se autonombran Angpøn, que significa los que hablan la lengua; la forma usada para su lengua es la de Anepaan, que originalmente significaba gente industriosa, sentido que actualmente ha desaparecido.

## Población y ubicación de los zoques

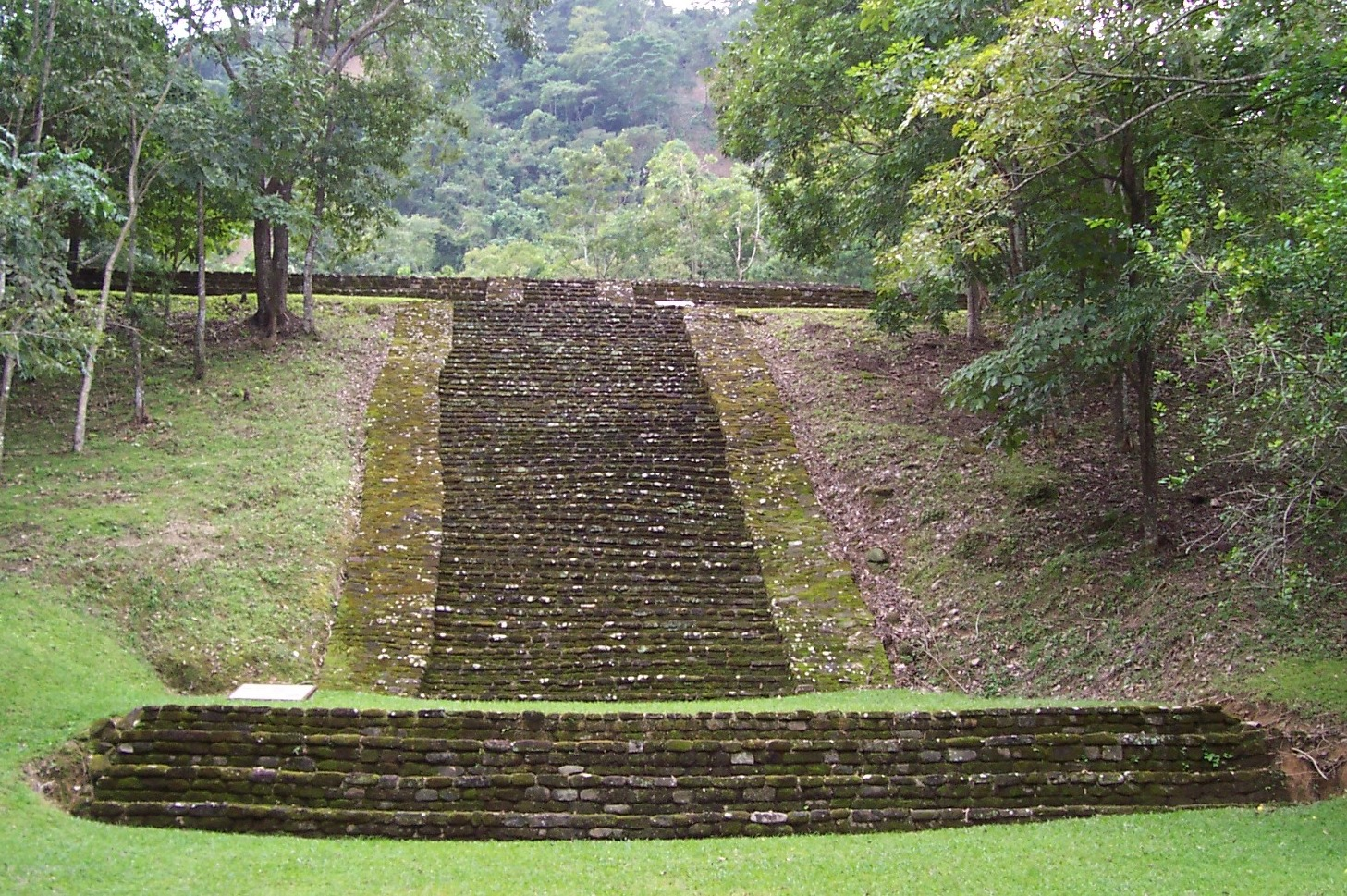
Zona arqueológica de Malpasito en el municipio de Huimanguillo, Tabasco, única zona arqueológica zoque abierta al público.

Este grupo étnico está constituido por 100.348 personas, según el censo del año 2000. El terremoto de marzo de 1982 y la erupción del Chichonal afectaron profundamente el área zoque y provocaron la reubicación de casi 12 000 zoques en otras áreas del estado de Chiapas. De esta forma hoy en día los zoques habitan en sus comunidades tradicionales, pero también en otros asentamientos de reciente reubicación y en otros tradicionalmente zoques que hoy en día han perdido gran parte de su población zoque.
El área tradicional zoque comprende la parte noroeste de Chiapas, principalmente en los municipios de Tapalapa, Amatán, Copainalá, Chapultenango, Francisco León, Ixhuatán, Ixtacomitán, Jitotol, Ocotepec, Ostuacán, Pantepec, Rayón, Tapilula, Tecpatán, Coapilla y Ocozocoautla. También habitaban en el norte del istmo de Tehuantepec, en el estado de Oaxaca.
En el sur de Tabasco, se localizan en los municipios de Tacotalpa y Huimanguillo. En este último municipio, se encuentra la zona arqueológica de Malpasito, el cual es el único sitio arqueológico zoque abierto al público.
El área de reciente colonización zoque es mucho más dispersa, en los municipios de Ixtacomitán, Juárez, Pichucalco, Chiapa de Corzo, Acala y Ocosingo. Por último, el área con otra presencia histórica de población zoque se compone de los municipios de Chiapa de Corzo, Tuxtla Gutiérrez, Solosuchiapa, Amatán, Reforma, Coapilla, Ixtapangajoya, Pueblo Nuevo Solistahuacán, Chicoasén, Cintalapa, Jiquipilas, Ocozocoautla, San Fernando, Simojovel y Huitiupán. Actualmente puede encontrarse pequeñas comunidades familiares de zoques en Boston, Massachusetts, en Estados Unidos.

## Historia

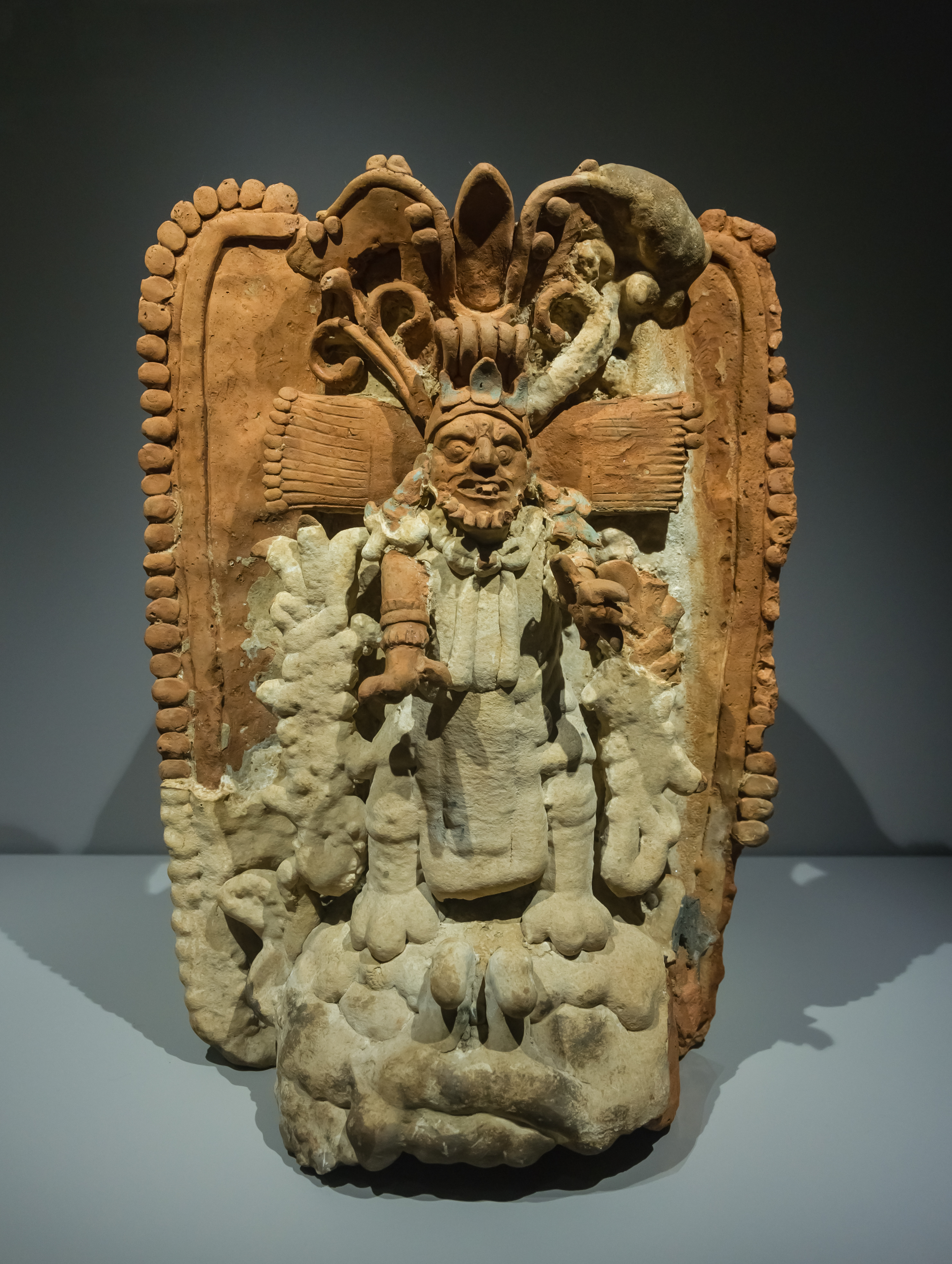
Escultura de la deidad estrella-jaguar Glll proveniente de Tacotalpa.

### México Precolombino
Los zoques supuestamente descienden de los olmecas que emigraron a Chiapas y Oaxaca, donde se establecieron en su mayoría. En la época prehispánica, los zoques habitaban una amplia zona de Chiapas, extendiéndose hasta el Istmo de Tehuantepec y parte del estado de Tabasco. Tuvieron buenos tratos sociales y comerciales con los mexicas, lo que ayudó a la prosperidad económica de su cultura en Chiapas. Sin embargo, en 1484 fueron invadidos y sometidos por los mexicas, durante el reinado de Ahuízotl, obligándolos a rendir tributo.

#### Conquista y Nueva España
La conquista española del territorio zoque se inició en 1523, encabezada por Luis Marín. Se establece el reparto de los zoques entre los encomenderos, obligándolos al trabajo forzado y a rendir tributos excesivos. Las enfermedades, la explotación y condiciones de miseria en las que vivían originaron incidentes de rebelión que fueron sofocados por las tropas de los colonizadores.

##### Independencia ysigloXIX
Con la independencia, la situación de los zoques no mejoró, ya que siguieron siendo explotados por los mestizos y criollos. Muchas de las leyes de reforma del siglo XIX fomentaron la concentración de la tierra en manos de una clase de grandes propietarios que mantuvieron a los indios en condiciones de servidumbre en las grandes haciendas. La recomposición del estado mexicano en estados federados contribuyó además a la fragmentación étnica, y la etnia zoque fue una de las fragmentadas por la división político territorial al dividirla entre los estados de Chiapas, especialmente en su capital, Tabasco, Oaxaca y dejar a los zoque-popolucas en el estado de Veracruz.

###### SigloXX
El clima de violencia e inestabilidad política de principios del siglo XX también afectó a la etnia zoque, aunque más tarde el posterior proceso agrario y las políticas educativas con carácter integracionista instrumentadas por el estado favorecieron su desarrollo. Fue hasta 1922 cuando se les dotó de ejidos y mejoraron un poco sus condiciones de vida, pero el período posrevolucionario supuso el intento de 'integración' de los indios en la sociedad y cultura mexicanas, lo que disminuyó el número de hablantes de la lengua zoque.

## Tradiciones
El vestido tradicional prácticamente sólo lo usan las mujeres, y en ocasiones especiales. Algunos hombres muy ancianos en las comunidades más apartadas usan camisa de manta blanca. Las mujeres usan blusa blanca de manga corta bordada en el cuello y falda larga de popelina en diversos colores. Por lo menos en Tuxtla Gutiérrez los hombres de todas edades solían usar además de la camisa a manta blanca bandana, sombrero y caites (sandalias similares a las chanclas con el sostén más arriba).
Las viviendas son en su mayoría rectangulares de uno o dos cuartos, con paredes de bajareque o adobe encaladas por dentro y por fuera. Los pisos son de tierra, los techos de cuatro aguas de teja o paja. En las cabeceras municipales las construcciones son de adobe, cemento y las antiguas usaron tejado.
En la Depresión Central de Chiapas es común el consumo de jobo, chile blanco, encurtidos de nanche, jocote e higo, puxinú (semillas de calabaza explotadas como el maíz en las palomitas de maíz), condimentos de polvo de camarón seco y de semilla de la calabaza y de platillos como el putzatzé, zispolá, ningüijuti y tamales de Toro Pinto, Hierbasanta, De fiesta y el picte (tamal pequeño de los zoques hecho sólo con masa y pasta de granos de maíz junto con manteca). Entre los participantes del Baño de Zapoyol del carnaval de Ocozocoautla se suele acabar bebiendo licor de caña. En la sierra se consumió mucho el ciguamonte.

## Economía
Al igual que los otros grupos, la agricultura es la principal actividad económica. La producción es muy variada, de acuerdo a las características orográficas de las zonas. Cultivan por lo general, maíz, frijol, chile y calabaza. Los cultivos comerciales son el café, cacao, pimienta, plátano, mamey, anona y guayaba. Las tierras son de baja calidad, por lo que la producción es escasa. Crían puercos y aves de corral en pequeñas cantidades como complemento para su alimentación. Sin embargo, el área natural donde viven los zoques es muy rica en recursos naturales: tres de las más importantes presas hidroeléctricas del estado de Chiapas se ubican en él (Malpaso, Peñitas y Chicoasén) y el área es rica en hidrocarburos.

## Localización
El actual territorio de los zoques en el estado de Chiapas, Oaxaca y Tabasco está comprendido en tres zonas específicas: la vertiente del Golfo, la sierra y la depresión central, aunque debido a la movilidad geográfica del grupo esta localización no puede tomarse como definitiva.
En la vertiente del Golfo de México los indígenas zoques se concentran en los municipios de Amatán, Chapultenango, Francisco León, Ixhuatán, Ixtacomitán, Ostuacán, Solosuchiapa y Tapilula; en la Depresión Central se encuentran los de Copainalá, Chicoasén, Ocozocoautla, San Fernando y Tecpatán; y, finalmente, en la sierra Madre de Chiapas en los municipios de Coapilla, Ocotepec, Pantepec, Rayón y Tapalapa. Este territorio, ubicado en la región centro-occidente del estado, se caracteriza por tener una variada vegetación que incluye desde sabanas tropicales hasta bosques de hojas perennes con clima templado.
En Tabasco, los zoques se localizan principalmente en los municipios de Tacotalpa y Huimanguillo, en este último municipio, se encuentra la zona arqueológica de Malpasito que es el único sitio arqueológico de esta cultura abierto al público.

## Infraestructura

### Caminos y carreteras
Existe una amplia red de caminos y carreteras que comunican a los distintos municipios donde hay población zoque. Estos permiten el flujo de personas y de mercancías en distintos medios de transporte tales como autobuses, taxis y camionetas de transporte mixto ejidal. Las carreteras principales de la región son la de Tuxtla Gutiérrez-Villahermosa, la de Tuxtla Gutiérrez-Tecpatán y la Panamericana. En los últimos años se han visto favorecidos con la pavimentación de sus carreteras desde la cabecera distrital de Copainalà hasta los municipios con población zoque, como son el caso de Pantepec, Tapalapa, Ixtacomitán, Chapultenango, Coapilla y Ocotepec, llevando con esto el desarrollo para esos municipios. Así mismo es palpable ver que en estas poblaciones con presencia zoque se han visto beneficiadas con otros medios de comunicación como son: telefonía rural, telefonía móvil (Copainalá, Chicoasén, Tecpatán, Coapilla).

### Escuelas
La existencia de escuelas es evidente en los municipios con población zoque, la creación de escuelas de educación formal, educación indígena y cursos comunitarios de Conafe ha permitido que el servicio educativo llegue a las comunidades más apartadas, con ello se ha logrado que, en las rancherías más pequeñas se atienda a la población escolar desde educación inicial hasta el sexto grado de educación primaria. En los poblados principales de cada municipio se puede cursar la telesecundaria y en las cabeceras municipales, los estudios de bachillerato se pueden realizar en Copainalá, Tecpatán, Ocozocoautla, Tuxtla Gutiérrez y Pichucalco y los universitarios en la capital del estado o en Oaxaca. Recientemente en poblados que han tenido crecimiento poblacional acelerado, se han aperturados centros educativos de educación media, como son el caso de los Cobach, con ello se ha logrado atender a los egresados de telesecundarias, en su localidad de origen y dos Universidades en la zona zoque Universidad Autónoma de Chiapas en Copainalá y Universidad Tecnológica de la Selva en Rayón.

#### Educación religiosa
Otra forma de educación no oficial es la que imparten las agrupaciones religiosas, quienes además de predicar la religión, enseñan a leer y a escribir, además de algunos oficios.

### Servicios de salud
Otra infraestructura en los pueblos zoques es la amplia red de Unidades Médicas Rurales del Instituto Mexicano del Seguro Social (IMSS), localizadas en cada cabecera municipal, donde se atienden las necesidades básicas de salud, como enfermedades gastrointestinales y de las vías respiratorias, así como en las campañas de vacunación y desparasitación que se llevan a cabo periódicamente.

## Antecedentes históricos
Se han encontrado evidencias de ocupación precerámica en la depresión central de Chiapas que datan de alrededor del año 3500 a. C. Los pueblos que dejaron dichos restos eran cazadores, pescadores y recolectores nómadas.
Las jefaturas zoques anteriores a la llegada de los españoles seguían el patrón de relación dominante en el que las más débiles eran tributarias de las más fuertes. El área de expansión de los zoques en la época precolombina comprendió la costa de Chiapas hasta Guatemala, el Istmo de Tehuantepec, el sur de Veracruz, el suroeste de Tabasco y el centro noroccidental de Chiapas. Posteriormente, incursiones de grupos mayas, zapotecos y chiapanecos redujeron su territorio y los sometieron al pago de tributo. Hacia 1484 los aztecas consolidaron la conquista de Chiapas, razón por la cual los zoques del centro y del occidente del estado empezaron a pagarles tributo. La llegada de los conquistadores españoles en el siglo XVI redujo aún más el territorio zoque y aumentó el monto de sus tributos.
La capital de una de las principales tribus zoques era Quechula, actualmente bajo las aguas de la presa de Malpaso. La casta guerrera tuvo como capital a Javepacuay en los valles de Ocozocoautla de Espinosa y La Ciénega. En el desaparecido municipio de Francisco León (enterrado por la erupción del volcán Chichonal) se encuentran las ruinas de Gualeguas, antigua ciudad zoque. Otra jefatura zoque se asentó en el actual Cunduacán, Tabasco.
Los zoques que poseían las tierras más codiciadas, como los que habitaban en la depresión central, cercana a Tuxtla Gutiérrez y en los valles occidentales, adoptaron rápidamente el castellano y los valores y costumbres del grupo dominante. La Corona española les ofreció a los zoques los trabajos más pesados bajo el trato de disfrutar de los avances occidentales dentro del sistema colonial de encomienda y los atrincheró en aldeas. Por el trabajo forzado y las enfermedades recién adquiridas, los zoques disminuyeron drásticamente en número.
En la depresión central, los españoles se dedicaron principalmente a la cría de ganado y al comercio de cochinilla, algodón, azúcar y cuero, dejando a los zoques el trabajo agrícola y las actividades tradicionales como el tejido de mantas, en el cual alcanzaron gran perfección. Los malos tratos y el trabajo forzado originaron descontento entre la población zoque, dando origen a incidentes de rebelión que fueron sofocados por las tropas de los colonizadores.
La guerra de Independencia de México significó para la población zoque un nuevo periodo de explotación y trabajo forzado al servicio de nuevos patrones, mestizos y laicos. Durante el siglo XIX se promulgaron leyes que favorecieron la concentración de la tierra en pocas manos, formándose así una clase de grandes propietarios agrarios en la región que mantuvieron a los indios en condiciones de servidumbre en las grandes haciendas.
Sin embargo, a partir del reparto agrario iniciado después de la Revolución mexicana, los zoques entraron en un proceso de "integración" a la cultura nacional. Inevitablemente ha disminuido de una forma notable el número de hablantes de zoque, aunque se valora especialmente su cultura por cuestiones históricas a nivel nacional y se hacen esfuerzos por mantenerlos vivos ritual y ceremonialmente, principalmente de forma altruista.

## Idioma
El zoque pertenece a la familia lingüística mixe-zoque y los hablantes de los dialectos de Oaxaca y Chiapas los han bautizado como o'de püt (auténtico o verdadero).

## Medicina
Para la atención de los indígenas zoques se cuenta, además de las instituciones oficiales ya referidas, con un buen número de médicos tradicionales, entre los que pueden mencionarse hierberos y hueseros o sobadores. En un estudio de 2017, sobre las plantas medicinales en la localidad zoque de Ayapa (Tabasco), a partir de cinco informantes se identificaron 140 especies de uso medicinal pertenecientes a 65 familias botánicas diferente (104 de origen americano y 36 introducidas), las cuales eran usadas para 70 padecimientos distintos 104 plantas son especies de origen americano y 36 introducidas.

## Vivienda
Es tradición que el techo sea de zacate, las paredes de bajareque y el piso de tierra. Actualmente esta sólo se encuentra en las rancherías más alejadas, ya que ha sido sustituida por construcciones de lámina, cemento, tabique y piedra. Las casas cuentan con un patio o solar donde se cultiva una gran variedad de frutales: mangos, limones, naranjas, anonas, plátanos, flores y plantas de uso medicinal y culinario. Entre grupos posteriores a la Independencia de México en el municipio de Tuxtla Gutiérrez es común el adobe, el  bajareque detallado y sólo el mango y el cupapé como frutales.
Generalmente, la vivienda es de forma rectangular, con una sola habitación, que tiene un anexo más pequeño usado como cocina.

## Territorio, ecología y reproducción social
En la región habitada por los zoques se hallan tres diferentes zonas ecológicas: la vertiente del Golfo, la sierra y la depresión central. La primera y la segunda zonas corresponden a las llamadas montañas del norte, con altitudes que superan los 2000 m s. n. m. El clima predominante oscila entre tropical-húmedo y templado. La vegetación original de la sierra estuvo formada por selvas y bosques tropicales, así como bosques de pino-encino-liquidámbar; el paisaje actual se compone de milpas, cafetales, sierras en barbecho, pastizales y tierras inaprovechables como acantilados rocosos y páramos.
La propiedad de la tierra en los municipios serranos es privada y ejidal. En la primera impera la ganadería extensiva mientras que en los ejidos se practica la ganadería, el cultivo del café y la agricultura de subsistencia.
La depresión central se caracteriza por altitudes entre 500 y 800 m s. n. m. La vegetación es variable aunque predominan las acacias y los nances en los alrededores de Tuxtla Gutiérrez y los valles de Ocozocoautla y Jiquipilas. Al norte, ya en plena selva de Malpaso, la vegetación corresponde al clima de tipo lluvioso con árboles de más de 40 m de altura.
El Grijalva atraviesa la zona, y a lo largo de su curso se han construido las presas hidroeléctricas de Chicoasén y Malpaso. Aquí, la mayor parte de la tierra es de propiedad privada y está dedicada a la ganadería. Los campesinos de la zona son fundamentalmente agricultores de subsistencia. Los zoques que habitan en las ciudades de Tuxtla Gutiérrez y Ocozocoautla desempeñan trabajos por su cuenta como mecánicos, herreros, comerciantes o empleados a sueldo en el sector de los servicios.
En la vertiente del Golfo, la zona está cubierta de pastizales para la cría de ganado, propiedad de mestizos. En esta zona se descubrieron grandes yacimientos petroleros que ahora está explotando Petróleos Mexicanos. La población campesina ha sido desplazada de varios lugares y muchos se han tenido que ocupar como peones en las compañías perforadoras.

## Cosmogonía y religión
En la cosmogonía de los zoques, la superficie de la tierra es llamada nasa kobak (cabeza de la Tierra) y está rodeada por el mar (muha'no'); el subsuelo recibe el nombre de nasa kukomo (centro de la tierra). Al cielo se le llama sapˀne y los puntos cardinales tienen designaciones específicas: el Oriente (saliente del sol) hamsore; el Poniente (donde se pierde el Sol) handoˀbo; el Norte koyinasomo y el Sur kusmunasomo. "Decían los antiguos" que en cada uno de los puntos cardinales "había un viejito desnudo".
El Sol (hama) como deidad principal es considerado el "mero padre" y a partir del sincretismo cristiano se asocia directamente con Jesucristo. El ciclo vital humano se asocia directamente con el recorrido del sol por la bóveda celeste. El Sol  nace en el alba, crece durante el día hasta que envejece. Tras ocultarse penetra sexualmente a la Tierra, y gracias a esta acción se gesta un nuevo sol, una nueva vida. «Los zoques creen que cuando nace un niño viene por donde sale el Sol, y cuando se muere se va por donde se oculta». 
Durante este recorrido el sol se asocia a distintos colores y mundos alternos; el sol rojo, se desarrolla desde el nacimiento del Sol hasta el ocultamiento parcial, corresponde a la vida terrena, aquella que se realiza sobre la faz de la tierra. Es nuestra realidad, el aquí y el ahora. En lengua zoque este mundo es conocido como Naas-Jama, el tiempo en Naas-Jama es medible, continuo e irreversible. Avanza en espiral, asciende durante el día y desciende por las noches siguiendo el ciclo solar. El Sol amarillo se asocia con el ocultamiento parcial del sol, identificado como el momento mismo en el que inicia su recorrido nocturno cuando entra en el Inframundo. Esta fase corresponde al mundo de Tsu'an, el lugar del "encanto" el sitio al cual van a vivir exclusivamente los invitados por los dueños de los cerros, en este lugar la gente no envejece, sólo hay riquezas, fiesta y felicidad. El sol blanco es el umbral de la media noche, el mundo de I’ps töjk (laberinto) está habitado por gente que cumplió su ciclo vital en la superficie terrestre, y la ha abandonado para continuar la vida en el Inframundo. Es un gran laberinto con ríos subterráneos. Los hombres no trabajan, sino que son los instrumentos de labranza, por sí mismos, quienes se encargan de las faenas. En I´ps töjk viven diversas deidades, desde ahí gobiernan la vida terrena. Las deidades son pareja masculina y femenina y su poder es dual (positivo y negativo). La cuarta edad del sol, el sol negro, es el sitio de "la Gran Oscuridad" Pagujk tsu’. Es tan profunda su ubicación que se pierde en el mar de la obscuridad, en este lugar van a vivir los que se han suicidado. El tiempo y el espacio se habrán detenido, "los habitantes no podrán reconocerse; apenas advertirán una silueta entre las sombras que de vez en vez es iluminada por relámpagos que lanzan destellos desde el lejano mundo del Encanto, donde se evidencia que están enfiestados".
Entre los personajes mitológicos que aparecen recurrentemente en la tradición oral zoque se encuentran el "dueño de la tierra" que aparece en las montañas y cerros como protector de la vegetación y los animales salvajes, "los hombres rayo" nahuales o brujos que tienen la capacidad de transformarse en rayos, hombres salvajes (Tzamapón en Francisco León), La piowacwe, y serpientes míticas como Tzawatzan, or chan (serpiente voladora) o la onvayomo (mujer serpiente) . 
Existen entidades consideradas malignas que, se cree, amenazan en todo momento la vida de los zoques. Así, por ejemplo, cualquier caída al suelo se interpreta como un intento del "dueño de la tierra" por apoderarse del alma de la persona; o bien, deben protegerse durante el sueño, ya que en este estado el alma del zoque vagabundea libremente, y el espíritu de la noche está al acecho con el fin de "robársela", dejando al cuerpo sin alma. El diablo, aunque es una entidad del catolicismo, se asocia con distintos espíritus del mal que encarnan en animales.
La cosmovisión y religión actual zoque es el resultado de la fusión de las cosmovisiones prehispánicas y las culturas impuestas y traídas por los primeros frailes dominicos en el siglo XVI, en este sentido se identifican tres grupos religiosos entre los zoques: los católicos, los adventistas o protestantes y los que se reconocen como "costumbreros". Existe un rechazo y una falta de reconocimiento mutuos, lo que propicia conflictos por la obtención de poder.
Es importante señalar que entre los costumbreros, a pesar de no reconocer al sacerdote católico como la máxima autoridad, admiten y celebran a los santos católicos; llevan a cabo fiestas tradicionales, danzas y sacrificios rituales.
Para estas celebraciones existe un complejo sistema de organización cuya jerarquía se basa en la edad de los participantes: los más ancianos ocupan los cargos más importantes y los jóvenes los de auxiliares. Tienen como lugares sagrados, además de las ermitas y las casas de los "cargueros", las cuevas y las montañas del territorio.

## Fiestas

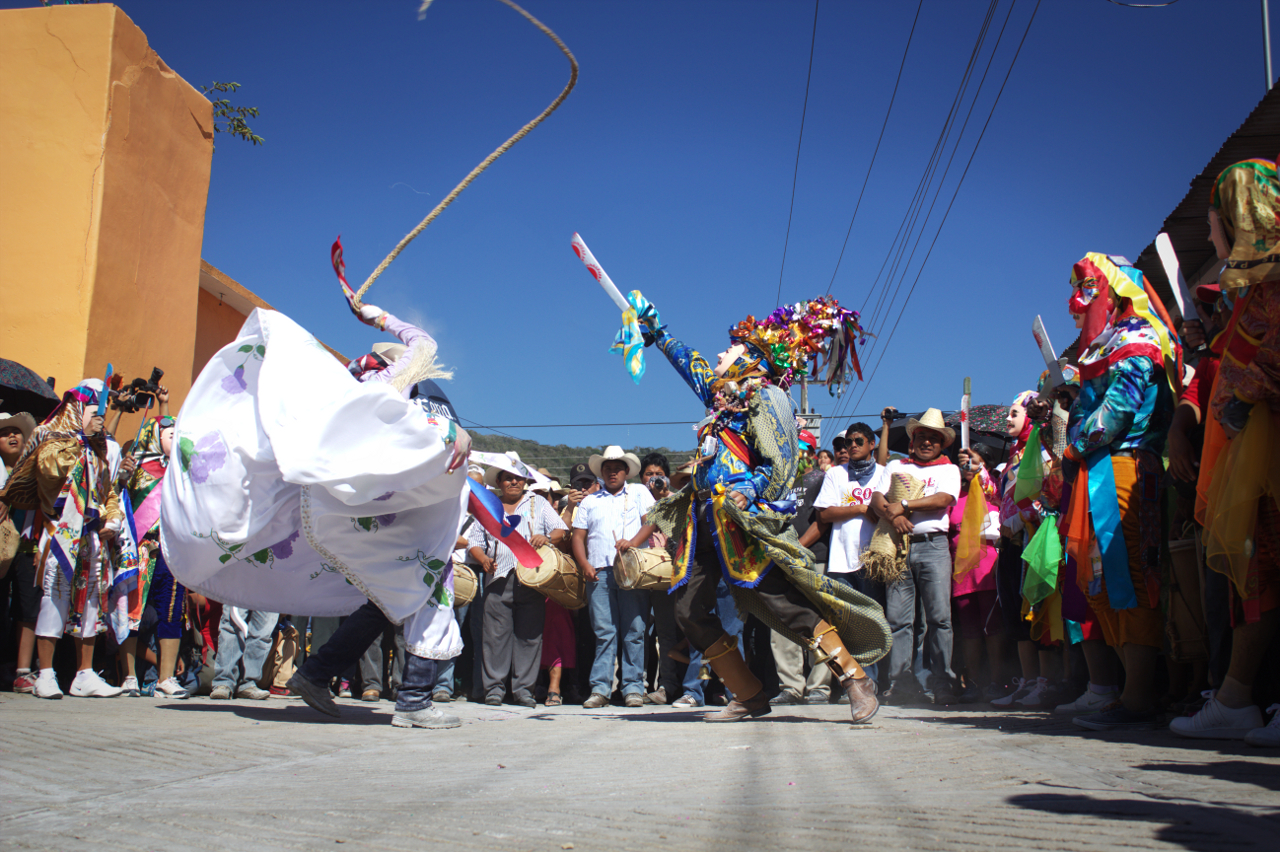
Batalla entre el Mahoma y el Caballo en el carnaval de Ocozocoautla.

En el poblado de Tapijulapa, en Tabasco, se celebra uno de los rituales zoques más importantes, llamado: La Danza de la pesca de las Sardinas. Esta fiesta de antecedentes prehispánicos, es una danza de carácter social, mestizo y festivo, celebrada en el desarrollo de la Cuaresma, es una manifestación con motivo de representar esta actividad, a manera de ofrenda, y es llevada a cabo durante en la cueva de "El Viejo" que se encuentra en la comunidad de Villa Luz, Tapijulapa. Comienza con las "rayada" de la "cueza" en los arroyos que se encuentran cerca de la cueva (Arroyos de Azufre) allí preparan las maletas de "barbasco" con cal que envuelven en hojas de "tanay" y las que llevan a la entrada de la cueva colgadas de su hombro, para posteriormente iniciar la danza solicitándole a los dioses una buena pesca, para a continuación, introducirse a la cueva a pescar sardinas. 
Dentro de la ermita del Señor del Cerrito de Tuxtla Gutiérrez se llevan a cabo las festividades sincréticas zoques a «Manuel» «Niño Salvador» de Semana Santa. Existe un estilo festivo local en la capital de Chiapas llamado El Mequé que tiene que ser acompañado por la música sincrética zoque y que sirve para celebrar el puente festivo de Día de Todos los Santos—Día de Muertos desde el inicio de la última semana de octubre y el de Nochebuena—Navidad. Las fiestas tradicionales de los zoques se mantienen y llevan a cabo con mayor suntuosidad y organización en las áreas urbanas (como Tuxtla Gutiérrez y Ocozocoautla) que en las rurales. Esto se debe a que en el contexto urbano la celebración de la fiesta ha alcanzado un estatus social (más no público) de preservación cultural más alto que en otras localidades, además de que existen mayores recursos económicos para realizarla.
Cada localidad celebra al santo de su advocación y algunas otras fiestas católicas de importancia, como el día de la Candelaria (2 de febrero), de los Santos Reyes (6 de enero) y el Carnaval cuya fecha varía y puede durar hasta una semana. En todas ellas hay danzas, bailes, música, misas y procesiones efectuadas por los propios habitantes de la localidad o por grupos especializados, como el del barrio de Santa Ana, Copainalá que lleva a cabo presentaciones dentro y fuera del municipio tanto en ocasiones rituales como en festivales de danza folclórica.
El 8 de enero es el Día Nacional de las y los Zoques.

## Organización social
Los zoques son un grupo heterogéneo. Aunque en todos los municipios la religión sigue siendo elemento importante de cohesión social, esta ya no ejerce ningún papel en la administración civil de los municipios. Aproximadamente hasta 1940, el sistema de cargos civil-religioso seguía vigente en la mayoría de los municipios del área; sin embargo, la integración de la región a la vida nacional ha propiciado la diferenciación social en el interior de las comunidades, y los sistemas de autoridades tradicionales han dejado de tener injerencia en la vida política de estos pueblos.
El ciclo ceremonial tradicional de los pueblos zoques sigue en manos de los sistemas de cargo, de los cuales destacan los mayordomos, priostes, albaceas, rompedores, alférez y fiscales.

## Relaciones con otros pueblos
El esquema de subordinación de los indígenas frente a los mestizos que se observa en todo el país está presente en las comunidades zoques.
Los grupos mestizo y blanco suelen acaparar el poder político y económico, y deja a la población indígena los puestos menos importantes. De este modo, es común ver que el presidente municipal, el jefe de la policía, el dueño de la tienda más grande y próspera, el cafetalero o hacendado con más recursos económicos es un blanco criollo o un mestizo mientras que los sirvientes, empleados o peones son indígenas zoques.
El papel de los zoques como campesinos minifundistas se reduce a ser pequeños productores de granos básicos, café, ganado y algunos productos artesanales como la alfarería y la cestería. Constituyen también la fuerza de trabajo básica para ganaderos y finqueros blancos y mestizos, así como para algunas actividades del mercado laboral en ciudades como Villahermosa, Cancún, Coatzacoalcos y Tuxtla Gutiérrez.
En las ciudades, los zoques mantienen una relación desigual con las poblaciones blancas y mestizas en calidad de empleados domésticos, conductores de camiones de carga, comerciantes, etcétera. Esta interacción no les impide seguir reconociéndose como zoques, utilizar su lengua entre ellos o bien acudir a su localidad de origen en los días de fiestas.
Las relaciones que existen entre los zoques y los miembros de otros pueblos indígenas, principalmente tsotziles son, en general, cordiales; algunos ejidos de los municipios de Rayón, Pantepec y Tapalapa son habitados y usufructuados en común, sin que se presenten dificultades que se puedan atribuir a diferencias étnicas. Por el contrario, los zoques de Pantepec prefieren acudir a los médicos tradicionales tsotziles que a los de su propio grupo.
Para subsistir, los zoques también se emplean como asalariados en las ciudades en la industria de la construcción, principalmente en Cancún, Villahermosa, Oaxaca y Tuxtla Gutiérrez.

## Artesanías

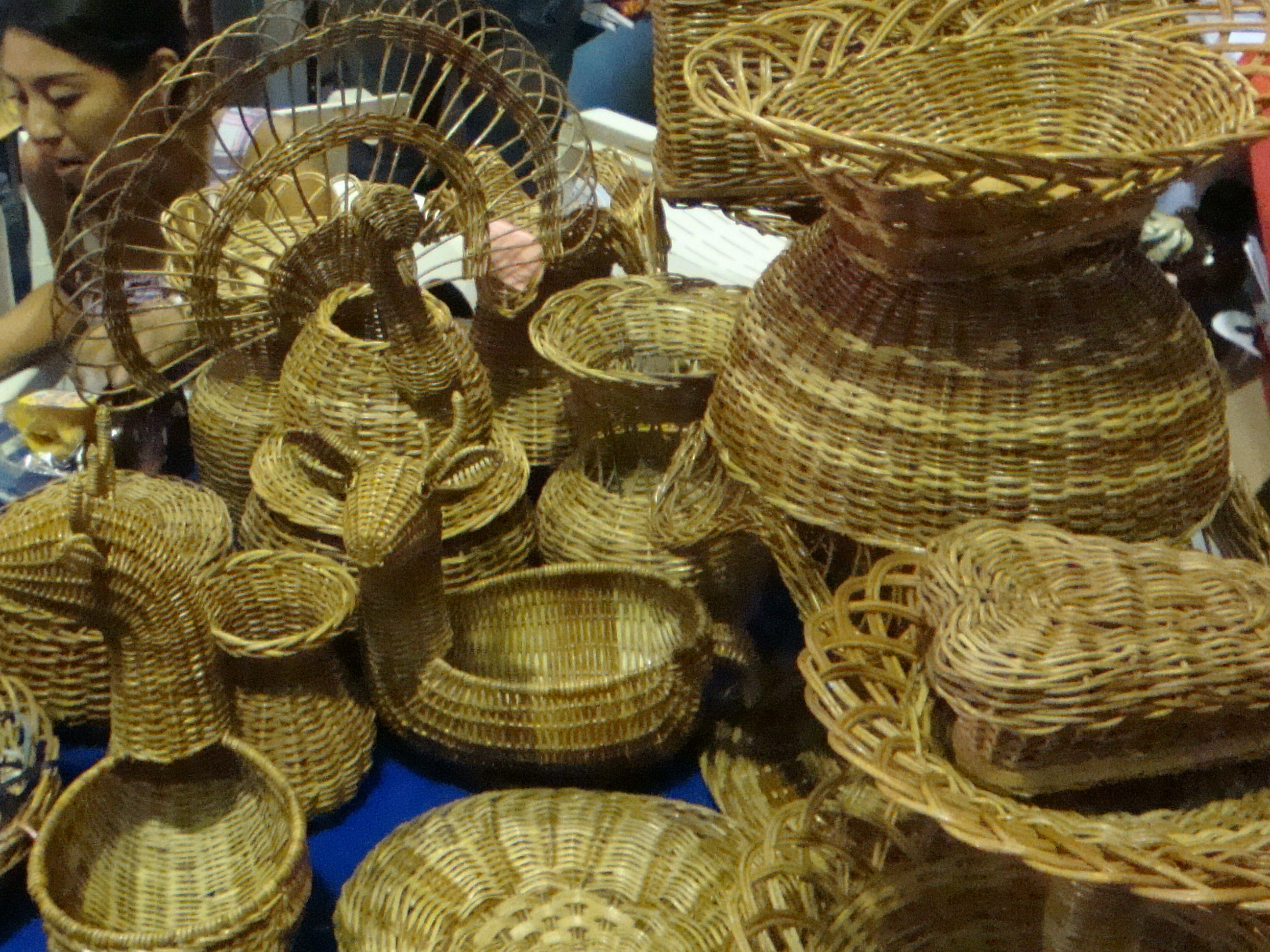
Artesanías de mimbre elaboradas en el municipio de Tacotalpa, estado de Tabasco.

En términos generales, puede decirse que las artesanías de los zoques son variadas y vistosas, incluso que no son propias del grupo, ya que algunas de ellas, como las hechas con madera, se empezaron a manufacturar recientemente en la Casa de la Cultura de Tecpatán.
En las localidades de Tapalapa y Ocuilapa se elabora alfarería; en Ocotepec se hacen las wacas (canastas de bejuco para lavar los granos de café y cacao), que tienen una gran tradición.
En el municipio de Tacocalpa, Tabasco, y principalmente en las poblaciones de Tapijulapa y Oxolotán son famosas las artesanías hechas de mimbre (bejuco de la región), con la que se elaboran artículos diversos: cestos, servilleteros, centros de mesa, flores o marcos para fotos, y muebles como salas y comedores.

## Libros sobre los zoques (ver referencia bibliográfica)
- Los zoques de Chiapas[12]
- Lengua e historia entre los zoques de Chiapas[13]
- Los zoque-popolucas[14]